# Angel McCoughtry
Angel McCoughtry, née le 10 septembre 1986 à Baltimore, est une joueuse internationale de basket-ball américaine, deux fois championne du monde, et deux fois championne olympique, à Londres en 2012 et à  Rio en 2016.  

## Biographie
Elle grandit à Baltimore. Elle doit attendre une année, passée à Patterson School en Caroline du Nord afin d'atteindre l'âge minimum pour pouvoir prétendre à la NCAA. Elle rejoint ainsi les Cardinals de Louisville de l'Université de Louisville.
Durant son année de sophomore, étudiante de deuxième année, elle est la meilleure joueuse de la Big East Conference au niveau des points, des rebonds, interceptions, ce qui la conduit au titre de Big East Player of the Year. Elle établit cette même saison, elle établit la meilleure performance de l'histoire de l'université au niveau des points sur une année. L'année suivante, elle augmente encore son nombre de points et son nombre d'interceptions. 
Dès son premier match de sa dernière saison en NCAA, elle bat le record du nombre de point de l'histoire de l'université. Durant cette saison, elle établit son deuxième triple-double en NCAA, dans les catégories statistiques des points, rebonds et interceptions.
Sélectionnée en première position de la Draft WNBA 2009 par le Dream d'Atlanta, elle termine sa première saison avec sa nouvelle franchise avec le titre de WNBA Rookie of the Year. Durant la saison ses statistiques sont de 12,8 points et 3,1 rebonds et 2,1 passes décisives. Lors des playoffs, défaite au premier tour 2 à 0 face au Shock de Détroit, ses statistiques atteignent 19,0 points et 5,5 rebonds et 3,1 passes.
En 2007, elle fait ses premiers pas avec la sélection américaine lors des Jeux panaméricains de 2007 au Brésil où elle remporte la médaille d'or. Elle renoue avec sa sélection en faisant partie des joueuses qui participent au UMMC Ekaterinburg International Invitational, compétition où elle nommée MVP de la compétition.
Hors saison WNBA, elle dispute l'Euroligue (2010: Good Angels Košice, 2011 : MKB Euroleasing Sopron). 
Avec Fenerbahçe SK, elle atteint la finale de l'Euroligue perdue 82 à 56 contre UMMC Iekaterinbourg, dans une rencontre où elle ne marque 22 points et prend 7 rebonds. Pour 2014-2015, elle entame une nouvelle saison avec Fenerbahçe. Elle quitte le club turc car en mésentente avec entraineur polonais Jacek Winnicki, mais elle a gain de cause et gagne par la suite un dédommagement d'au moins 275 000 dollars.
Le 29 mai 2016, elle est nommée meilleure joueuse de la semaine de la conférence Est pour le 14e fois de sa carrière. Après une saison 2015 sans play-offs, le Dream est en tête de sa conférence avec 5 victoires pour 1 seule défaite avec 21 points, 6,7 passes décisives avec 1,67 interception. Le 8 juillet, elle approche du triple-double avec 27 points, 10 rebonds et 9 passes décisives,, performance qui contribue à sa deuxième nomination de la saison comme joueuse de la semaine.
En janvier 2017, elle annonce qu'elle fera une pause dans sa carrière et ne disputera pas la saison WNBA 2017. Après une année blanche, elle confirme en février son retour pour la saison WNBA 2018.
Le 25 juin 2018, elle est nommée meilleure joueuse de la semaine de la Conférence Est pour la seizième fois de sa carrière, période durant laquelle le Dream obtient un succès sur deux rencontres avec la meilleure moyenne de points inscrits de la ligue sur cette période (32,0) et meilleure de la conférence aux rebonds (11,0) et dixième aux passes décisives (3,0). Sa saison se termine sur blessure peu avant la fin de la saison régulière alors que le Dream est en troisième position du championnat et qu'elle affichait des statistiques de 16,5 points, 6,0 rebonds et 3,0 passes décisives en 27,5 minutes.
Après une saison 2017-2018 à Koursk (10,9 points et 3 rebonds en championnat et 14,1 points et 5 rebonds en Euroligue), elle signe l'année suivante le club russe rival d'UMMC Iekaterinbourg, mais sa blessure rend caduc cet engagement.
Sans club depuis l'été 2018, elle reprend la compétition en janvier 2020 avec Dynamo Koursk.
Quelques jours avant le début de la saison WNBA 2021, elle se rompt les ligaments du genou.

## Équipe nationale
Figurant dans la présélection américaine championnat du monde 2014 puis est retenue dans la sélection finale.
Elle fait partie des douze sélectionnées pour le tournoi olympique de 2016.

## Club
- 2005-2009 :  Cardinals de Louisville (NCAA)
- 2009-2019 :  Dream d'Atlanta (WNBA)
- 2020- :  Aces de Las Vegas (WNBA)

## Palmarès

### Sélection nationale
- Médaille d'or des Jeux panaméricains de 2007,  Brésil
- Médaille d’or du Championnat du monde 2010
- Médaille d’or du Championnat du monde 2014
- Médaille d'or aux Jeux olympiques de 2012 à Londres,  Royaume-Uni
- Médaille d'or aux Jeux olympiques de 2016 à Rio de Janeiro[21]

### Clubs
- Vice-championne de la Division I de la NCAA (2009)
- Championne de Turquie 2013[22]
- Finaliste de l'Euroligue[4]

### Vie personnelle
Elle rend publique en 2014-2015 sa relation avec Brenda Elise, avouant : « Nous avons été discriminées. Nous avons perdu des amis ! Des membres de la famille sont furieux ! Ils disent que j'ai trahi ma religion ! Je sais une chose : l'AMOUR est une magnifique sensation! Mon dernier club étranger a menacé de me licencier si je ne publiais pas une fausse attestation sur les réseaux sociaux indiquant que mon couple était un mensonge. Mais tout ce que je sais c'est que l'amour est une magnifique sensation ! ».
En janvier 2017, elle ouvre une boutique de crèmes glacées McCoughtry's Ice Cream dans un centre commercial d'Atlanta.

## Distinctions personnelles
- Sélection USA pour de la rencontre The Stars at the Sun en 2010[25]
- Sélectionnée au WNBA All-Star Game : 2011, 2013, 2014[26], 2015[27] et 2018[28]
- Rookie de l'année de la saison 2009[29]
- Meilleur cinq défensif de la WNBA 2010, 2011[30], 2013, 2014, 2015, 2016[31]
- Second cinq défensif de la WNBA 2009
- Meilleur cinq de la WNBA (2011[32], 2015[33])
- Second meilleur cinq de la WNBA (2010, 2013, 2014, 2016[34])